# Clase Scott
Los Líder tipo Admiralty, conocidos también como Clase Scott, fueron una clase de destructores líderes de flotilla, compuesta por ocho buques diseñados por la Royal Navy poco antes de la finalización de la Primera Guerra Mundial. Recibían sus nombres en memoria de líderes históricos de Escocia. La función de los destructores líderes de flotilla, era el ejercer como buque insignia de una escuadra de destructores, por lo que tenían mayor tamaño que los destructores de la época para poder llevar la tripulación y oficiales, así como para portar los equipos adicionales inherentes a la función que desempeñaban. Estos buques, eran similares a los Líderes tipo Thornycroft, pero estos últimos, tenían las características chimeneas diseñadas por Thornycroft, mientras que los Admiralty tenían dos estrechas chimeneas de igual altura.
Todos excepto el Mackay y el Malcolm fueron completados a tiempo para servir en contienda, resultando el Scott hundido durante la misma. Los últimos dos buques ordenados, el Barrington y el Hughes fueron cancelados al finalizar la contienda; aunque estos dos últimos, habían sido originalmente encargados con el diseño de líder de Thornycroft. El Stuart fue transferido a Australia en 1933. Todos los demás buques excepto el Bruce, que fue usado como objetivo en unos ejercicios navales en 1939, llegaron a servir en la Segunda Guerra Mundial, siendo utilizados como buques de escolta. Los Montrose y Stuart utilizaban turbinas Brown-Curtis con una potencia de 43 000 CV, que le daban ½ nudo extra.

## Buques de la clase
El prototipo, fue encargado en noviembre de 1916 bajo el Programa de emergencia de guerra:
- Scott; construido en Cammell Laird & Company, Birkenhead, botado el 18 de octubre de 1917 y completado en 1918. Fue torpedeado por un U-boat el 15 de agosto de 1918 en el mar del Norte cerca de la costa de  Dinamarca.

Dos más fueron encargados en diciembre de 1916:
- Bruce; construido por Cammell Laird, puesto en grada el 12 de mayo de 1917, botado el 26 de febrero de 1918 y completado el 30 de mayo de 1918. Fu hundido como objetivo en unos ejercicios navales en la Isla de Wight el 22 de noviembre de 1939
- Douglas; construido por Cammell Laird, puesto en grada el 30de junio de 1917, laborado el 8 de junio de 1918y completado el 2 de septiembre de 1918. Sirvió como escolta de convoyes durante la Segunda Guerra Mundial, y fue vendido para desguace el 20 de marzo de 1945.

Otros cinco buques, fueron ordenados en abril de 1917. El Segundo buque que recibió originalmente el nombre de Claverhouse, fue renombrado Mackay 31 el 13 de diciembre de 1918:
- Campbell; construido por Cammell Laird, puesto en grada el 10 de noviembre de 1917, botado el 21 de septiembre de 1918 y completado el 21 de diciembre de 1918. Sirvió como escolta de convoyes en la Segunda Guerra Mundial, siendo vendido para desguace el 18 de febrero de 1947.
- Mackay; construido por Cammell Laird, botado el 21 de diciembre de 1918 y completado el 1919. Sirvió como escolta de convoyes durante la Segunda Guerra Mundial, y fue vendido para desguace el 18 de febrero de 1947.
- Malcolm; construido por Cammell Laird, puesto en grada el 5 de marzo de 1918, botado el 29 de mayo de 1919 y completado el 1919. Sirvió como escolta de convoyes durante la Segunda Guerra Mundial, y fue vendido para desguace el 25 de julio de 1945.
- Montrose; construido por R. & W. Hawthorn Leslie and Company, Hebburn on Tyne, puesto en grada el 4 de octubre, botado el 10 de junio de 1918 y completado el 14 de septiembre de 1918. Sirvió como escolta de convoyes durante la Segunda Guerra Mundial, y fue vendido para desguace el 31 de enero de 1946.
- Stuart; construido por Hawthorn Leslie, puesto en grada el 18 de octubre de 1917, botado el 22 de agosto de 1918 y completado el 21 de diciembre de 1918. Transferido a la Real Armada Australiana el 11 de octubre de 1933, vendido para desguace el 3 de febrero de 1947.

Finalmente, otros dos buques fueron ordenados en abril de 1918, pero fueron cancelados con el final de la guerra:
- Barrington, ordenado a Cammell Laird, fue cancelado en diciembre de 1918.
- Hughes, ordenado a Cammell Laird, fue cancelado en diciembre de 1918.

### Buques similares
• Clase Shakespeare
• Clase Churruca